# Епархия Кохимы
Епархия Кохимы (лат. Dioecesis Kohimaensis) — епархия Римско-Католической церкви c центром в городе Кохима, Индия. Епархия Кохимы входит в митрополию Импхала. Кафедральным собором епархии Кохимы является церковь Пресвятой Девы Марии.

## История
29 января 1973 года Римский папа Павел VI выпустил буллу «Christi iussum», которой учредил епархию Кохимы-Импхала, выделив её из епархии Дибругарха.
28 марта 1980 года Римский папа Иоанн Павел II издал буллу «Cum Nos», которой разделил епархию Кохимы-Импхала на две епархии: Импхала и Кохимы.

## Ординарии епархии
- епископ Abraham Alangimattathil (29.01.1973 — 11.07.1996)
- епископ Jose Mukala (24.10.1997 — 30.10.2009)
- епископ James Thoppil (с 16 июня 2011 года)

## Источник
- Annuario Pontificio, Libreria Editrice Vaticana, Città del Vaticano, 2003, ISBN 88-209-7422-3
- Булла Christi iussum, AAS 65 (1973), стр. 417  (лат.)
- Булла Cum Nos  (лат.)